# 빅토르 카르펜코
빅토르 알렉산드로비치 카르펜코(우즈베크어: Viktor Aleksandrovich Karpenko, 러시아어: Ви́ктор Алекса́ндрович Карпе́нко, 1977년 9월 7일 ~ )는 우즈베키스탄의 전 축구 선수이자 현 축구 지도자로 과거 포지션은 미드필더였으며 현재 FC 부뇨드코르의 코치로 재직 중이다.

## 선수 시절

### 클럽
1997년 부하라 FK에서 데뷔한 이후 2016년까지 19년간 선수 생활을 했으며 특히 2007년부터 2012년까지 6시즌동안 FC 부뇨드코르에서 주전 미드필더로 활약하며 우즈베키스탄 슈퍼리그 4연패(2008, 2009, 2010, 2011), 우즈베키스탄컵 3회 우승(2008, 2010, 2012) 및 준우승 1회(2009), 2번의 AFC 챔피언스리그 4강 진출(2008, 2012) 등의 성과를 남겼다.
그러나 2009년 AFC 챔피언스리그 8강전에서 K리그1의 강호 포항 스틸러스를 상대로 1차전과 2차전에서 득점을 기록했지만 팀은 1·2차전 합계 4-5로 석패하며 탈락의 고배를 마셨다.
그 후 2013년부터 2014년까지 로코모티프 타슈켄트에서 활약하며 2013년 리그 준우승, 2014년 우즈베키스탄컵 우승을 경험했으며 2015년 친정팀인 부뇨드코르로 복귀한 뒤 2016년까지 몸 담으며 2015년 우즈베키스탄컵 준우승, 2016년 리그 준우승을 차지한 후 18년간의 현역 생활을 마무리했다.

### 국가대표팀
2003년 4월 2일 벨라루스와의 친선 경기에서 국제 A매치 데뷔전을 치렀고 이후 2014년까지 11년동안 A매치 통산 61경기 4골을 기록하며 2007년 AFC 아시안컵 8강, 2011년 AFC 아시안컵 4위의 성적에 기여했고 또한 2006년 FIFA 월드컵 아시아 지역 예선 7경기, 2010년 FIFA 월드컵 아시아 지역 예선 7경기를 출장하며 팀의 통산 4회 연속 최종 예선 진출에 큰 힘을 실어주었으며 2014년 5월 29일 오만과의 친선 경기를 마지막으로 국가대표팀 은퇴를 공식 선언했다.

## 지도자 경력
은퇴 후 약 2년 후인 2018년 1월 친정팀인 FC 부뇨드코르의 코치로 부임하며 본격적인 지도자 커리어를 시작한 뒤 2018년과 2019년 2시즌 연속 정규리그 3위, 2020년 AFC 챔피언스리그 예선 플레이오프 진출 등을 이끌었다.

## 수상 내역 및 주요 성적

### 클럽 (선수)
FC 부뇨드코르
- 우즈베키스탄 슈퍼리그 : 우승 (2008, 2009, 2010, 2011), 준우승 (2016)
- 우즈베키스탄컵 : 우승 (2008, 2010, 2012), 준우승 (2009, 2015)
- AFC 챔피언스리그 : 4강 (2008, 2012)

로코모티프 타슈켄트
- 우즈베키스탄 슈퍼리그 : 준우승 (2013)
- 우즈베키스탄컵 : 우승 (2014)

### 국가대표팀 (선수)
우즈베키스탄
- AFC 아시안컵 : 4위 (2011)